# Promod
Promod este un lanț de magazine de îmbrăcăminte de damă din Franța cu peste 1000 de magazine în 44 de țări.
Promod a fost fondat în 1975. Primul magazin în România a fost deschis în 2004, ulterior rețeaua ajungând la 10 magazine. În 2016 ultimele magazine au fost închise.